# Святий Миколай
Святи́й Микола́й, також відомий як Санта-Клаус (англ. Santa Claus) — святковий персонаж, добрий чарівник, якого ототожнюють з образом Миколая Чудотворця.
Напередодні свята святого Миколая діти пишуть до нього листи зі своїми побажаннями, які кладуть у поштову скриньку або залишають за вікном. Чемним дітям Святий Миколай залишає під подушкою або у шкарпетці подарунок, а неслухняним — різку. Різка слугує своєрідним попередженням дитині, що час задуматися над своєю поведінкою і виправитися.
День святого Миколая традиційно відзначається 6 грудня, у день вшанування пам'яті Миколая Чудотворця, єпископа Мирлікійського. Вранці цього дня діти, які були ввічливими протягом року, знаходять подарунки, заховані під подушкою або в заздалегідь заготовленій шкарпетці.
В Україні День Святого Миколая відзначають як окреме свято з власними традиціями дарування подарунків. Під впливом американської культури та образу Санта-Клауса в багатьох країнах Святого Миколая дедалі частіше зображують як різдвяного персонажа, який бере участь у передріздвяних заходах. В Україні ялинку на Софійській площі, що є головною різдвяною ялинкою країни, традиційно запалює персонаж Святого Миколая 6 грудня (до 2022 року включно церемонія відбувалася 19 грудня).

## Образ Святого Миколая

### В Україні
Традиційно, український Святий Миколай одягнений в ризу з золотим оздобленням та митру, відтворюючи вбрання священника. В руках тримає посох. Святого Миколая супроводжують ангели і чортики, які вказують йому, де слухняні діти, а де бешкетники.
У сьогочасній Україні образ святкового чарівника еволюціонує — наприклад, елементом вбрання часто стає вишиванка або вишита риза, а компанію йому можуть складати ельфи, як і у його західного відповідника. Також зовнішній вигляд Миколая може осучаснюватись — до прикладу, у фільмі «Пригоди S Миколая» він вбраний в кожух із зірками та шапочку з помпоном у синьо-жовтих тонах, подарунки носить не в мішку, а в наплічнику, та мандрує на санях з GPS-навігатором. Як розповіли творці фільму, створювати оновлений образ Миколая їм допомагали діти 9—16 років.

### В інших країнах Європи

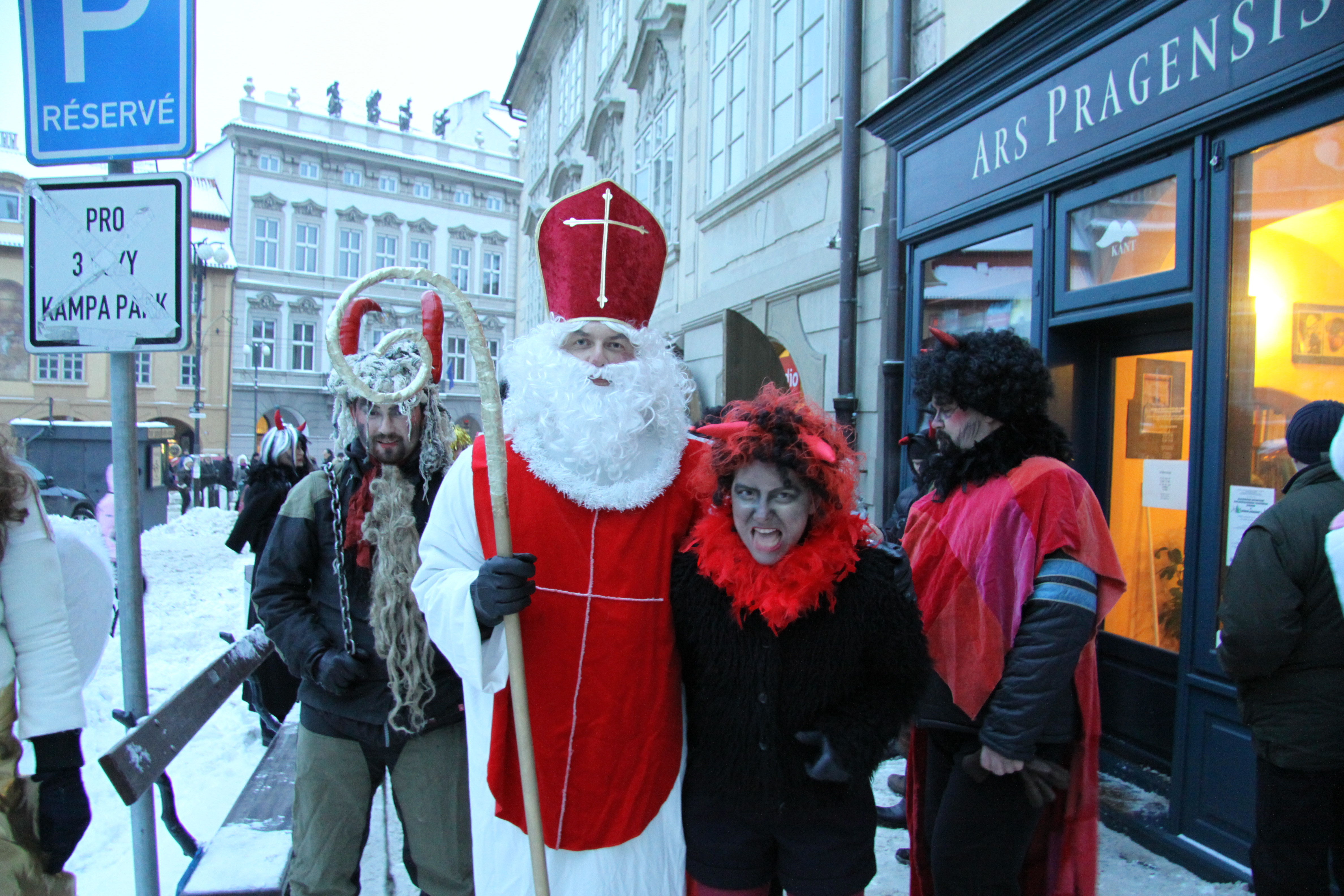
Святий Миколай з чортом у Празі

Персонаж Святого Миколая, що приносить подарунки дітям, відомий у багатьох європейських країнах під різними іменами: в Австрії — Nikolo, у Хорватії — Sveti Nikola, у Чехії — Svatý Mikuláš, у Німеччині — Sankt Nikolaus, в Угорщині — Mikulás, у Нідерландах — Sinterklaas, у Польщі — Święty Mikołaj, у Румунії — Moș Nicolae, у Словаччині — Svätý Mikuláš, у Словенії — Sveti Miklavž.
У багатьох країнах Центральної Європи, зокрема в Австрії, Чехії, південній Німеччині, Угорщині, Словенії, Словаччині та Румунії, як і в Україні, цей персонаж з'являється з двома помічниками: добрим янголом, який допомагає роздавати подарунки чемним дітям, та чортом або напівдемонічною істотою (в Австрії та Німеччині відомою як Крампус або Кнехт Рупрехт), який лякає неслухняних дітей.
У День Святого Миколая діти традиційно отримують подарунки у взуття, яке залишають на ніч. Чемні діти знаходять у черевиках фрукти, цукерки та іграшки, тоді як неслухняні можуть знайти різку, вугілля, моркву або картоплю від чорта.
В Австрії, Угорщині та Румунії існує традиція ретельно чистити взуття, оскільки подарунки кладуться лише у добре начищене взуття.
Хоча традиційно подарунки отримують діти від батьків, у деяких країнах також поширений звичай обмінюватися невеликими подарунками між дорослими. В Угорщині ця традиція має назву «megajándékoz valakit valamivel» — «обдаровувати когось чимось».

### Вмасовій культурі

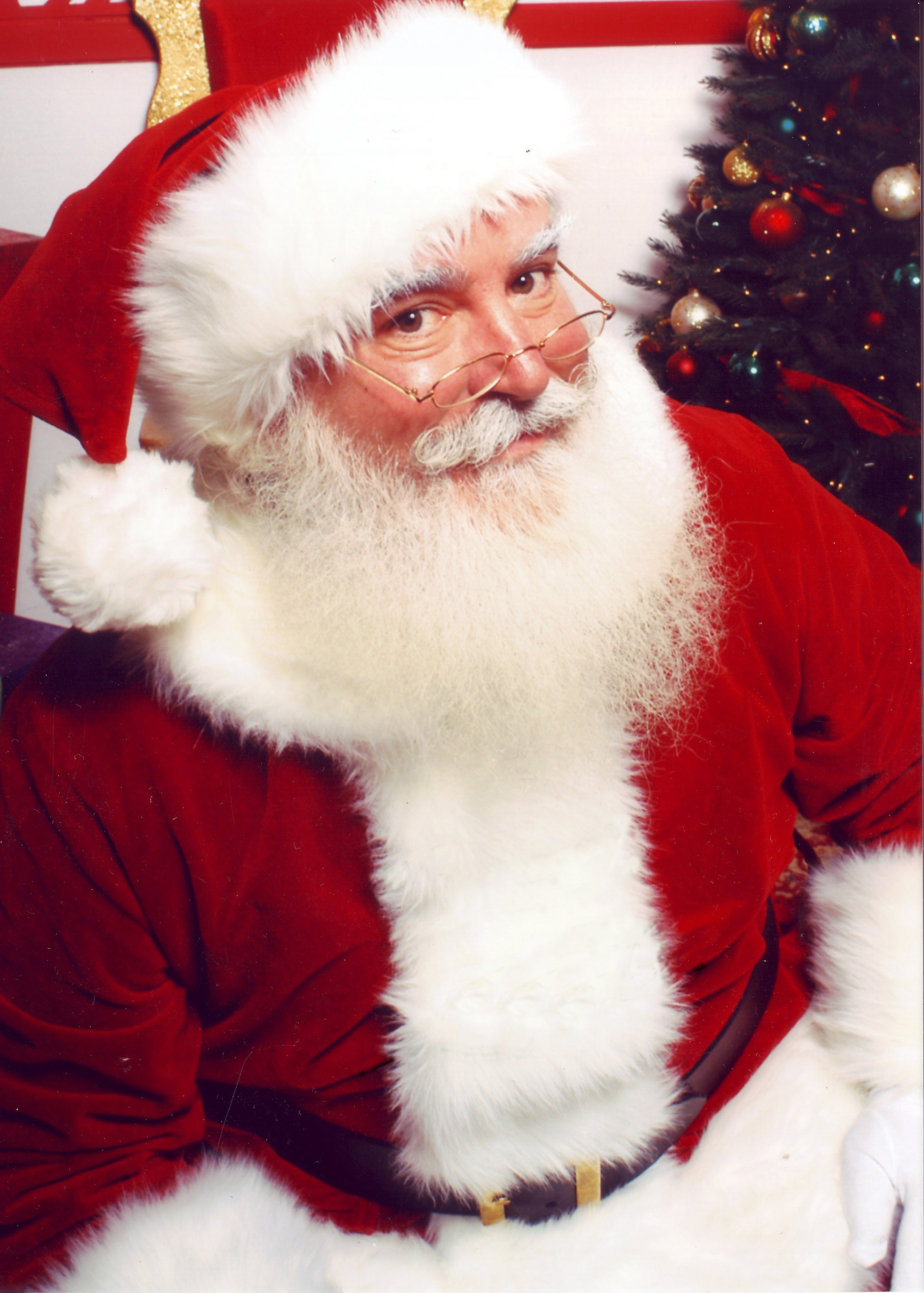
Образ Святого Миколая у масовій культурі (Санта-Клаус)

Сучасний образ Святого Миколая (відомий у США як Санта-Клаус) був придуманий у 1823 році американським письменником Клементом Кларком Муром. Власне Мур у поемі «Візит Святого Миколая» (англ. A Visit from St. Nicholas), більше відомій як «Ніч перед Різдвом» (англ. The Night Before Christmas), першим зобразив чарівника як життєрадісного немолодого ельфа. Письменник також першим запряг у сани Святого Миколая північних оленів.
Комерційний образ Святого Миколая — це веселий дідусь з білою бородою та в червоному тулупі з червоним капелюхом. Він літає у повітрі на казкових оленях та влазить через димарі до будинків, щоб дарувати дітям і дорослим подарунки на Різдво. Теперішнім образом для персонажа послужив рекламний персонаж компанії Кока-Кола, який так сподобався дітям своїм виглядом, що саме цей персонаж став основою для створення всесвітньовідомого Санта-Клауса.

## Святий Миколай в українській культурі

### У музиці
Про Святого Миколая складено безліч пісень. Зокрема в українському фольклорі відома пісня «Ой, хто, хто Миколая любить». Серед авторських пісень — «Миколай Бородатий» — пісня українського рок-гурту «Плач Єремії», вокал — Тарас Чубай.
Дитяча пісня «Святий Миколай дарує нам пісні» станом на кінець 2021 року має понад 4,7 мільйонів переглядів на YouTube.

### В кіно
У 2018 році кінокомпанія «Big Hand Films» за фінансової підтримки Держкіно випустила фільм режисера Семена Горова «Пригоди S Миколая». Фільм розповідає про віру сучасних дітей у доброго чарівника, що приходить з подарунками вночі перед Днем Святого Миколая.
2021 року вийшов у прокат дитячий фільм-мюзикл «В.о. Святого Миколая». Раніше в Україні виготовляли напіваматорські фільми і мультфільми для телебачення та інтернету.

### Міні-скульптура
Міні-скульптура, що символізує помічника Святого Миколая, встановлена напередодні свята Святого Миколая у грудні 2010 року на поручнях набережної річки Уж, що на площі Театральній в Ужгороді. Її майже одразу ужгородці почали ласкаво називати Миколайчиком. Фігуру мініатюрного Миколайчика висотою лише 16 см виконано з бронзи і важить вона 12 кг. Автором є скульптор Михайло Колодко.

## Резиденція Святого Миколая

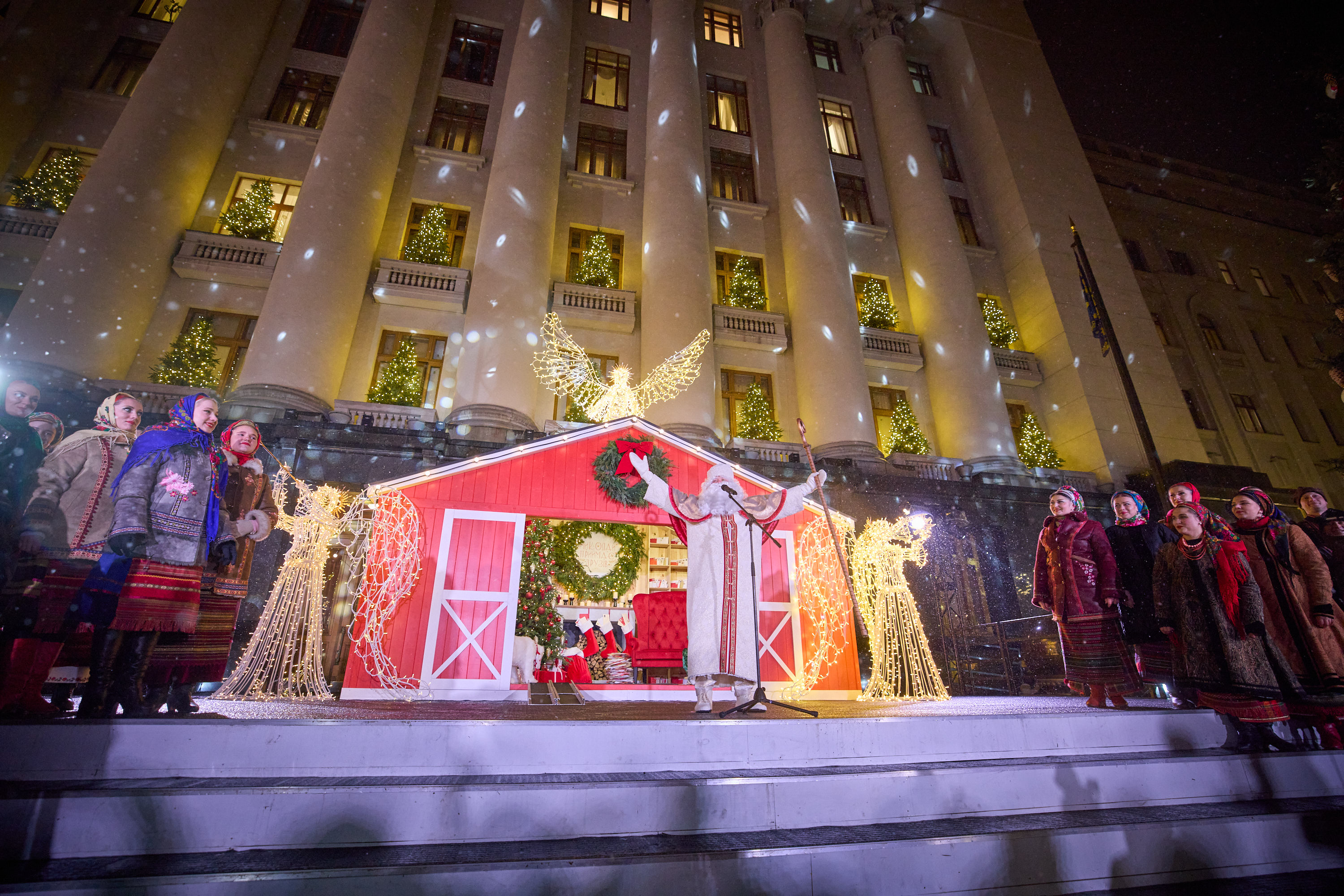
Резиденція Святого Миколая як частина містечка «Миколай приймає друзів». Київ, 2020

В Україні резиденції Святого Миколая щороку відкриваються у різних містах: у Львові, Києві, Дніпрі, Буковелі тощо. У 2020 році біля Офісу Президента України відкрилося святкове містечко «Миколай приймає друзів», яке містило в собі і резиденцію чарівника.
21 грудня 2024 року підземна резиденція Святого Миколая була відкрита в Одеських катакомбах (с. Нерубайське). Зазначена резиденція була внесена до Національного реєстру рекордів України, адже в катакомбах вона є — єдиною у світі.
У світі заведено вважати, що Святий Миколай мешкає в Лапландії, де навіть є офіційне село фінського святкового діда, що перейняв на себе риси Миколая — Йоулупуккі. Це місце є одним з найвідвідуваніших туристичних місць Фінляндії.

## Лист Святому Миколаю
Паперові листи для сучасних дітей є доволі екзотичним способом комунікації. Для багатьох з них це перший досвід написання листа власноруч. Крім того, лист до Святого Миколая є одностороннім. Тому радять разом з дитиною підготуватись до такого звичаю. 
«Новорічна поштова резиденція» від «Укрпошти» приймає листи до Святого Миколая з 1 по 31 грудня. В листі можна написати побажання, поділитися своїми мріями й сподіваннями. Поштова адреса: вул. Хрещатик, 22, м. Київ, 01001. На конверті потрібно обов'язково вказати свою повну адресу з поштовим індексом, щоб відповідь Святого Миколая знайшла вашу домівку.

## Місцеві відповідники
У Радянському Союзі на заміну Святому Миколаю було створено образ Діда Мороза, який приносив подарунки під новорічну ялинку. Відповідно до радянської антирелігійної політики, образом Діда Мороза керівники компартії намагалися стерти образ християнського Миколая.
Зі здобуттям Україною незалежності, Святий Миколай повернувся у масову культуру як головний чарівник періоду зимових свят. Згідно з опитуванням соціологічної групи «Рейтинг», у Святого Миколая вірять 62 % українців, в той час як 35 % відповіли на питання негативно. Разом з тим, у Діда Мороза вірило лише 31 % респондентів, а не вірило — 65 %. Також, 56 % опитаних назвали своїм улюбленим святом різдвяно-новорічного періоду Різдво, 28 % — Новий рік. 6 % віддали перевагу Дню Святого Миколая.

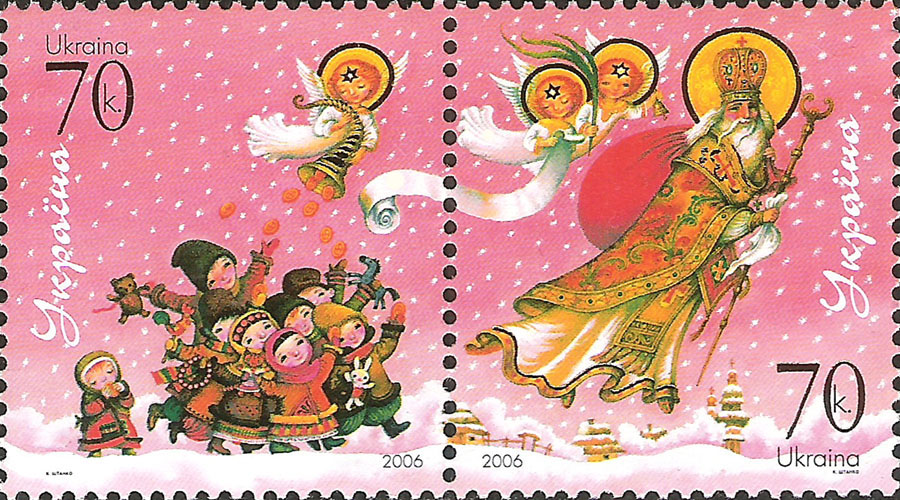
Різдвяна поштова марка України з нагоди Дня святого Миколая, 2006 рік

У 2021 році планується видання книги про українського різдвяного героя — Різдвяника, що мешкає у тисячолітньому дубі десь посеред Карпатських гір.

## В інших країнах
- Центральна та Східна Європа, зокрема, Україна — Святий Миколай (приходить на день Святого Миколая Чудотворця).
- Західна Європа та Америка — Санта-Клаус (або просто Санта, приходить на Різдво).
- Країни Бенілюкса — Сінтерклаас (приходить на день Святого Миколая Чудотворця).
- Російська Федерація — Дід Мороз (приходить на Новий Рік).
- Румунія — Батько Різдва (приходить на Різдво).
- Німеччина — Белцнікель.
- Тюркські країни — Аяз Ата.
- Фінляндія — Йоулупуккі.
- Угорщина, Словаччина, Чехія, Австрія — Малий Ісус.
- Болгарія, Сербія, Північна Македонія, Чорногорія — Дядо Мраз.
- Болгарія — Дядо Коледа.